# Toshimitsu Teshima
Toshimitsu Teshima (手嶋 敏光, Teshima Toshimitsu, nascido em 12 de dezembro de 1942) é um ex-ciclista olímpico japonês. representou seu país durante os Jogos Olímpicos de Verão de 1964, em Tóquio. Também foi um ciclista profissional keirin de 1965 à 1999, com 9 campeonatos e 240 vitórias em sua carreira.